# Фонтанеда
Фонтанеда (кат. Fontaneda) — деревня в Андорре, на территории общины Сан-Жулиа-де-Лория. Расположена на юго-западе страны, вблизи границы с Испанией. Основной достопримечательностью деревни является церковь Сан-Мигель, построенная в XI—XII веках.
Население деревни по данным на 2014 год составляет 110 человек.
Динамика численности населения:
| 2007 | 2008 | 2009 | 2010 | 2011 | 2012 | 2013 | 2014 |
| ---- | ---- | ---- | ---- | ---- | ---- | ---- | ---- |
| 97   | 101  | 98   | 98   | 104  | 103  | 103  | 110  |